# Anarmodia sibilalis
Anarmodia sibilalis là một loài bướm đêm trong họ Crambidae.